# Elachista deusta
Elachista deusta é uma espécie de insetos lepidópteros, mais especificamente de traças, pertencente à família Elachistidae. Foi descrita por Lauri Kaila em 2011. É encontrada na Austrália.
A envergadura dos espécimes machos varia entre 9,2 e 11,8 milímetros, enquanto a envergadura das espécimes fêmeas varia entre 9,6 e 12,2 milímetros.